# Barranc dels Horts
El paratge del Barranc dels Horts és una microrreserva de flora del municipi d'Ares del Maestrat (Alt Maestrat). Declarat per acord de la Generalitat Valenciana l'1 de febrer de 2001.
S'estén des de la rambla Carbonera (a 675 msnm) fins al Tossal de la Marina, al nord del mas Vell (a 1.175 msnm), cosa que explica l'existència de microclimes i singularitats geològiques molt distintes en esta zona de l'Alt Maestrat, que donen un caràcter especial al paratge.
El barranc dels Horts és un espai natural relicte, d'incalculable valor ecològic i social, i únic en l'àmbit del País Valencià i de la península Ibèrica.

## Microreserves de flora
Es troben diverses microrreserves de flora:
- Barranc dels Horts
- Font dels Horts
- Mas Vell

## Espècies prioritaries
Paeonia officinalis ssp. microcarpa, Pimpinella gracilis, Acer granatense, Acer monspessulanum, Epipactis microphylla, Quercus faginea (exemplars monumentals).

## Unitats de vegetació prioritàries
- Carrascals sublitorals castellonenses (còdi Natura 2000: 9340).
- Rouredes de Quercus faginea amb exemplars monumentals (còdi Natura 2000: 9240).
- Vegetació rupícola termòfila (còdi Natura 2000: 8210).